# Суюшов, Иван Иванович
Иван Иванович Суюшов (11 апреля 1928 — 13 октября 1983) — передовик советского сельского хозяйства, бригадир комплексной бригады колхоза «Дружба» Ардатовского района Мордовской АССР, Герой Социалистического Труда (1971).

## Биография
Родился в 1928 году в деревне Канаклейка Ардатовского уезда Ульяновской губернии (ныне Ардатовский район Мордовии) в семье крестьянина. Мордвин (эрзя).
Получил начальное образование и устроился работать в местном колхозе. После службы в Армии и обучения в Ардатовском училище механизации сельского хозяйства № 29 стал работать комбайнёром Чукальской МТС.
В 1958 году произошла реорганизация МТС и Иван Суюшов стал работать в колхозе «Дружба», с 1967 года бригадир комплексной бригады № 1.
По итогам работы в 1970 году его бригада получила высокий урожай зернобобовых 29 центнеров с гектара на площади 567 гектаров, сахарной свёклы было убрано на площади 40 гектаров по 254 центнера с гектара, а картофеля по 252 центнера с гектара, кормовой свёклы по 890 центнеров с гектара.
Указом Президиума Верховного Совета СССР от 8 апреля 1971 года за выдающиеся производственные достижения Ивану Ивановичу Суюшову было присвоено звание Героя Социалистического Труда с вручением ордена Ленина и медали «Серп и Молот».
Продолжал работать в совхозе до 1983 года, когда ушёл на заслуженный отдых.
Избирался депутатом Каласевского сельского Совета.
Проживал в родном селе Канаклейка. Умер 13 октября 1983 года.

## Награды
- золотая звезда «Серп и Молот» (08.04.1971)
- орден Ленина (08.04.1971)
- другие медали.

## Память
В июле 2013 года в районном центре Ардатове на аллее Славы был установлен именной бюст И. И. Суюшову.